# 4월 27일
4월 27일은 그레고리력으로 117번째(윤년일 경우 118번째) 날에 해당한다.

## 사건
- 1855년 - 조선, 러시아 선박에서 포를 쏘아 함경도 사람을 죽게 하였다.
- 1911년 - 청나라, 황화강 사건이 일어났다.
- 1951년 - 대한민국, 군이 반정부 시위 진압
- 1959년 - 중국, 마오쩌둥이 국가 주석을 사임, 후임에 류사오치.
- 1960년
  - 대한민국, 허정 총리 전날 사임한 전 대통령 이승만을 대신하여 대통령직을 대행하다.
  - 대한민국, 검찰은 4·19 관련 연행자를 전원 석방하고, 대법원은 3·15 부정선거 당시 중앙선거관리 위원을 겸임한 김두일·변옥주 대법관의 사표를 수리하다.
  - 토고, 프랑스로부터 독립.
- 1961년 - 시에라리온, 영국에서 독립.
- 1967년 - 캐나다, 몬트리올 만국박람회가 개막. 10월 27일까지 진행
- 1971년
  - 대한민국 대통령 선거에서 박정희 당선
  - 일본 히로시마현 구레시에서 산불이 발생, 소방관만 18명이 숨졌다.
- 1977년 - 영국, 유명 락밴드 (정)섹스필스톨즈가 데뷔함
- 1982년 - 대한민국, 우범곤 순경 총기 난사 사건 발생
- 1993년 - 잠비아 축구 국가대표팀 선수단 25명을 태운 DHC-5 비행기(en)가 가봉 근해에서 추락. 승무원 5명 포함, 탑승객 30명 전원 사망.
- 1994년 - 이탈리아, 실비오 베를루스코니가 73번째 총리로 취임하다.
- 2003년 - 아르헨티나, 카를로스 메넴과 네스토르 키르치네르가 대결한 대통령 선거 2차 투표에서 메넴이 24.14%, 키르치네르가 22.04%의 지지를 얻었다.
- 2008년
  - 대한민국 서울에서 성화봉송 행사에서의 중국인 폭력시위 사건이 발생하다.
  - 아프가니스탄, 하미드 카르자이 대통령이 수도 카불에서 열린 공식 행사에서 무장세력 탈레반의 공격을 받아 피신했다.
- 2012년
  - 파키스탄에 거주 중이던 오사마 빈 라덴의 유족 전원이 모두 사우디아라비아로 추방되다.
  - 우크라이나 드니프로페트로우스크에서 연쇄 폭탄 테러가 일어나 최소 29명이 다치다.
- 2018년 - 2018년 제1차 남북정상회담이 판문점 평화의 집에서 열렸다.

## 문화
- 1667년 - 시각장애와 가난에 시달린 존 밀튼이 "실낙원"의 저작권을 10 파운드에 팔다.
- 1908년 - 1908년 런던 올림픽이 개최되다.
- 1947년 - 양키 스타디움 (1923년)에서 베이브 루스 데이 행사가 열리다.
- 1953년 - 대한민국에서 한글 맞춤법을 소리나는 대로 쓰자는 안이 공포되다.
- 1967년 - 엑스포 67이 몬트리올에서 개최되다.
- 2010년 -
  - 세계에서 가장 긴 방조제인 대한민국의 새만금 방조제가 준공되었다.
  - 산악인 오은선 대장이 여성으로는 세계 최초로 히말라야 14좌 완등에 성공하였다.
- 2011년 - "나는 꼼수다" 첫 방송.
- 2012년 - 남해고속도로 서영암 나들목 ~ 해룡 나들목 구간(목포-광양 고속도로)이 개통되었다.
- 2013년 - 프로야구에서 노진혁이 NC다이노스의 첫 인사이 더 파크홈런을 달성하였다.
- 2014년 - 교황 프란치스코가 교황 요한 23세와 교황 요한 바오로 2세를 시성하였다.
- 2016년 - 대한민국의 MBN플러스 개국.
- 2017년 - 2017년 FIFA 비치사커 월드컵이 바하마에서 개최되었다.

## 탄생
- 1445년 - 조선의 제8대 국왕 예종의 계비 안순왕후. (~1499년)
- 1593년 - 샤 자한의 왕비 뭄타즈 마할. (~1631년)
- 1791년 - 모스부호의 발명가 새뮤얼 모스. (~1872년)
- 1812년 - 독일의 작곡가 프리드리히 폰 플로토. (~1883년)
- 1820년 - 영국의 사회학자, 철학자 허버트 스펜서. (~1903년)
- 1822년 - 미국의 군인, 제18대 대통령 율리시스 S. 그랜트. (~1885년)
- 1837년 - 조선 제25대 국왕 철종의 비 철인왕후. (~1878년)
- 1856년 - 청나라의 제10대 황제 동치제. (~1875년)
- 1893년 - 미국의 극작가, 산업 디자이너 노먼 벨 게디스. (~1958년)
- 1896년 - 대한민국의 국회의원 배헌. (~1955년)
- 1904년 - 이탈리아의 아랍학자 프란체스코 가브리엘리. (~1996년)
- 1912년 - 일본제국의 병사 아즈마 시로. (~2006년)
- 1920년 - 대한민국의 기업인 임대홍. (~2016년)
- 1922년
  - 대한민국의 기업인 이동찬. (~2014년)
  - 대한민국의 언론인 이규현. (~2004년)
- 1927년
  - 대한민국의 방송인 송해. (~2022년)
  - 미국의 인권 운동가 코레타 스콧 킹. (~2006년)
- 1930년 - 대한민국의 의료인 김익동. (~2022년)
- 1931년 - 러시아의 바이올리니스트 이고리 오이스트라흐. (~2021년)
- 1932년 - 프랑스의 배우 아누크 에메. (~2024년)
- 1935년
  - 대한민국의 정치인 김장환.
  - 그리스의 영화 감독, 각본가, 영화 프로듀서 테오 앙겔로풀로스. (~2012년)
- 1936년 - 대한민국의 정치인 김택환. (~2002년)
- 1939년 - 대한민국의 영화 감독 변장호. (~2022년)
- 1941년
  - 대한민국의 법조인, 정치인 신기하. (~1997년)
  - 튀르키예의 반체제자, 평화 운동가 펫훌라흐 귈렌. (~2024년)
- 1942년
  - 대한민국의 야구 선수 백인천.
  - 러시아의 우주인 발레리 폴랴코프. (~2022년)
- 1944년 - 대한민국의 배우 임동진.
- 1946년 - 영국의 음악가, 작곡가 고든 해스켈. (~2020년)
- 1954년 - 대한민국의 가수 구창모.
- 1955년
  - 미국의 기업인 에릭 슈밋.
  - 일본의 축구 선수 가와치 가쓰유키.
- 1960년 - 대한민국의 가수, 사업가 방미.
- 1963년
  - 대한민국의 철학자 진중권.
  - 대한민국의 판사, 법조인, 정치인 박범계.
- 1964년 - 대한민국의 배우 성동일.
- 1966년
  - 미국의 영화 감독, 영화 제작자, 각본가 맷 리브스.
  - 일본의 만화가 토가시 요시히로.
- 1967년 - 네덜란드의 국왕 빌럼알렉산더르.
- 1968년 - 루마니아의 영화 감독, 영화 각본가, 영화 제작자 크리스티안 문지우.
- 1969년 - 대한민국의 치과의사 이수진.
- 1971년 - 폴란드의 배우 마우고자타 코주호프스카.
- 1972년 - 대한민국의 소설가 이영도.
- 1973년 - 베트남의 가수, 배우 프엉타인.
- 1974년 - 대한민국의 희극인 정성호.
- 1975년 - 미국의 전 야구 선수 크리스 카펜터.
- 1976년 - 영국의 배우 샐리 호킨스.
- 1977년 - 대한민국의 전 축구 선수 김대건.
- 1978년 - 일본의 성우 모치즈키 히사요.
- 1979년 - 대한민국의 작사가 김이나.
- 1980년 - 일본의 성우 아다치 토모.
- 1981년
  - 대한민국의 배우 박훈.
  - 중국의 전 탁구 선수, 현 탁구 코치 당예서.
  - 일본의 전 축구 선수 이케다 쇼헤이.
- 1982년
  - 대한민국의 힙합 가수 파이어스.
  - 대한민국의 야구 선수 이정호.
- 1984년
  - 대한민국의 전 축구 선수 김형일.
  - 대한민국의 전 축구 선수 문경민.
  - 일본의 전 축구 선수 아베 노부유키.
  - 미국의 음악가 패트릭 스텀프. (폴 아웃 보이)
- 1985년 - 대한민국의 아나운서 임현주.
- 1986년
  - 대한민국의 레이싱 모델 김단아.
  - 대한민국의 가수 천단비.
  - 잉글랜드의 배우, 성우 제나 콜먼.
- 1987년
  - 대한민국의 프로게임단 지도자 최승민.
  - 중화인민공화국의 가수 페이 (Miss A)
  - 일본의 배우 스즈키 안.
  - 잉글랜드의 배우 윌리엄 모즐리.
- 1988년 - 오스트레일리아의 야구 선수 대니얼 존 슈밋.
- 1989년 - 대한민국의 펜싱 선수 구본길.
- 1990년 - 칠레의 사격 선수 프란시스카 크로베토.
- 1991년
  - 에스파냐의 축구 선수 이사크 쿠엔카.
  - 대한민국의 배우 한재이.
  - 스위스의 알파인 스키 선수 라라 구트베라미.
- 1992년 - 대한민국의 유튜버 코너.
- 1993년 - 대한민국의 축구 선수 여민지.
- 1994년 - 대한민국의 가수 민주희.
- 1995년 - 오스트레일리아의 테니스 선수 닉 키리오스.
- 1997년 - 잉글랜드의 축구 선수 조쉬 오노마.
- 1998년
  - 대한민국의 배구 선수 고민지.
  - 대한민국의 전직 군인 이예람. (~2021년)
  - 일본의 배우, 모델 신조 유메.
- 1999년
  - 대한민국의 가수 최치훈 (TO1).
  - 대한민국의 축구 선수 백승우.
- 2000년
  - 대한민국의 래퍼 불리 다 바스타드.
  - 대한민국의 래퍼 BE'O.
  - 대한민국의 축구 선수 김정원.
- 2002년 - 대한민국의 가수 김도연.
- 2005년 - 프랑스의 축구 선수 마티스 텔
- 2016년 - 대한민국의 아역배우 윤채나.

### 미상
- 대한민국의 아나운서 김나진

## 사망
- 1521년 - 포르투갈의 태생 에스파냐 제독 페르디난드 마젤란. (1480년~)
- 1682년 - 조선의 남인 정치인, 학자 허목. (1596년~)
- 1882년 - 미국의 시인이자 사상가 랠프 월도 에머슨. (1803년~)
- 1969년 - 볼리비아의 독재자 레네 바리엔토스. (1919년~)
- 1972년 - 가나의 독립운동가, 대통령 콰메 은크루마. (1909년~)
- 1988년 - 조선민주주의인민공화국의 정치이니 임춘추. (1912년~)
- 1992년 - 프랑스의 작곡가 올리비에 메시앙. (1908년~)
- 2002년 - 미국의 사업가 루스 핸들러. (1916년~)
- 2007년 - 러시아의 첼리스트 므스티슬라프 로스트로포비치. (1927년~)
- 2009년 - 대한민국의 배우 우승연. (1983년~)
- 2012년 - 대한민국의 국회의원 선경식. (1949년~)
- 2013년 - 대한민국의 정치인 김영배. (1932년~)
- 2018년 - 과테말라의 정치인 알바로 아르수. (1946년~)
- 2019년 - 대한민국의 화가 이원좌. (1939년~)
- 2020년 - 미국의 고고학자 세라 밀리지 넬슨. (1931년~)
- 2021년
  - 대한민국의 추기경 정진석. (1931년~)
  - 대한민국의 연극 배우 천정하. (1969년~)
- 2022년
  - 대한민국의 방송연출가 유길촌. (1940년~)
  - 홍콩의 영화배우 쩡장. (1934년~)
- 2023년
  - 이탈리아의 영화배우 조반니 롬바르도 라디체. (1954년~)
  - 미국의 영화배우, 방송인 제리 스프링거. (1944년~)
- 2024년
  - 대한민국의 가수 장우. (1942년~)
  - 대한민국의 공무원 정종환. (1948년~)
- 2025년
  - 대한민국의 미술가 강서경. (1977년~)
  - 일본의 경주마 리버티 아일랜드. (2020년~)
  - 미국의 농구인 리처드 바넷. (1936년~)
  - 미국의 영화배우 코라 수 콜린스. (1927년~)

## 기념일
- 자유의 날(Freedom Day): 남아프리카 공화국
- 세계 따삐르의 날(World Tapir Day)

## 같이 보기
- 전날: 4월 26일 다음날: 4월 28일 - 전달: 3월 27일 다음달: 5월 27일
- 음력: 4월 27일
- 모두 보기